# گربه‌هایی که شبیه هیتلر هستند

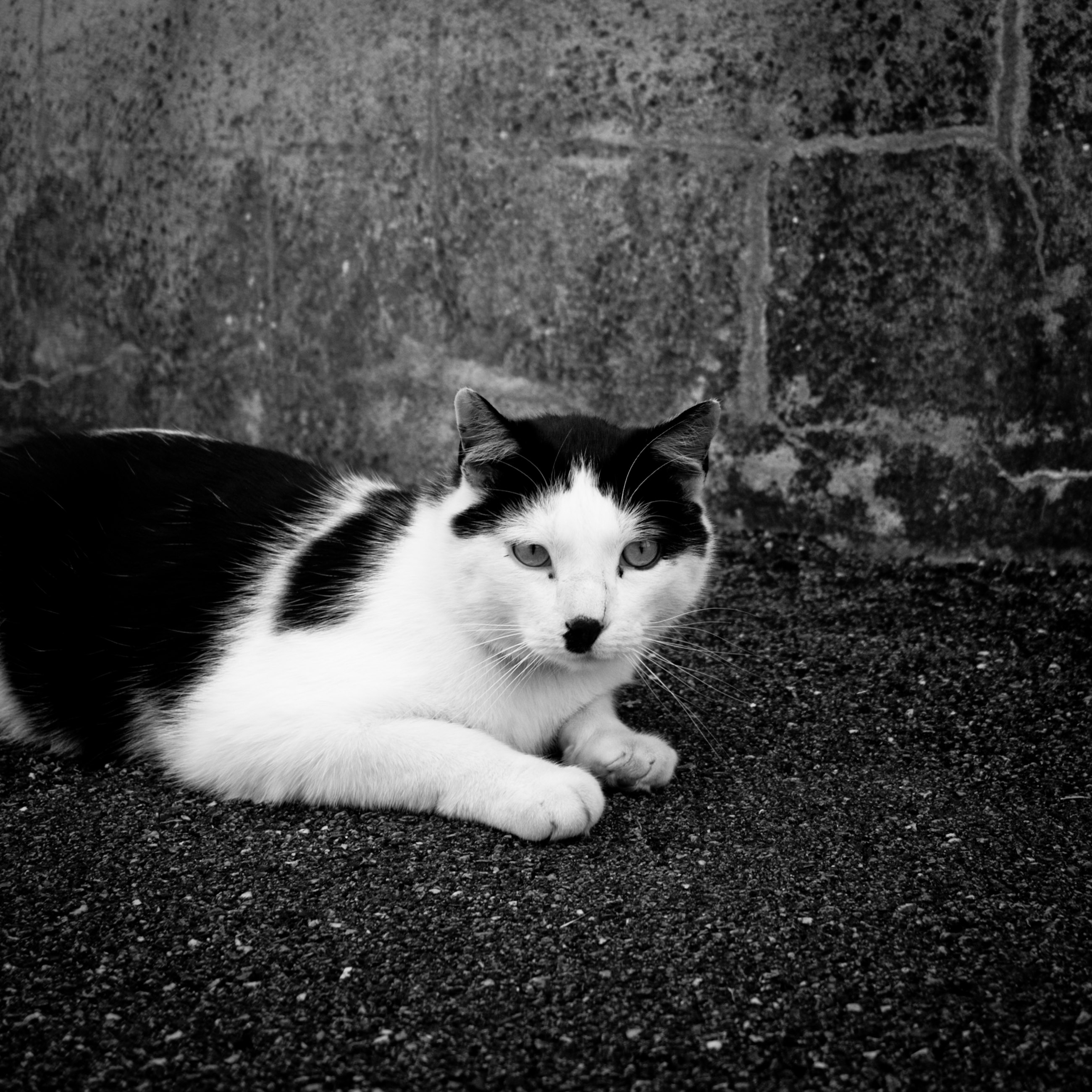
گربه‌ای با یک لکه سیاه زیر بینی که تا حدودی شبیه سبیل مسواکی هیتلر است.

گربه‌هایی که شبیه آدولف هیتلر هستند یک وبگاه طنز بریتانیایی است که تصاویری از گربه‌هایی که شبیه آدولف هیتلر هستند را به اشتراک می‌گذراد. این گربه‌ها در اینترنت معمولاً به عنوان کیتلر خطاب می‌شوند. بیشتر این گربه‌ها ابلق هستند و زیر بینی‌شان یک لکه سیاه دارند، که شبیه سبیل مسواکی هیتلر است. برخی از این گربه‌ها، برروی سرشان لکه‌های سیاه مورب دارند که همانند موی چتری هیتلر است. این وبگاه در سال ۲۰۰۶ توسط کوس پلگت و پال نیو بنیان‌گذاری شد و پس از نشان داده شدن در برنامه‌های تلویزیونی گوناگونی در اروپا و استرالیا به خوبی شناخته شدند. این وبگاه هم‌اکنون تنها توسط نیو اداره می‌شود و در فوریه ۲۰۱۳، ۷٬۵۰۰ تصویر پذیرفته شده‌است.

## در فرهنگ عامه
استیون کلبر در گزارش کلبر در ژوئیه ۲۰۱۰، به این وبگاه اشاره کرد. این وبگاه در مجله منحل‌شده بازی ویدئویی استرالیایی توتال گیمر بدان اشاره شده بود و در نیوزیلند به خوبی شناخته شده‌است. همچنین به‌طور زودگذر به این وبگاه در فیلم شبکه اجتماعی اشاره شد.
گربه‌ها یک بخش اصلی از فرهنگ مجازی هستند و گربه‌هایی که شبیه هیتلر هستند می‌تواند به عنوان یک انشعاب از شیفتگی و محبوبیت گربه‌ها در اینترنت در نظر گرفته شود. در سال ۲۰۱۱، دیلی تلگراف گزارش داد که یک «کیتلر» به دلیل شباهت چهره‌ای به هیتلر، نتوانست صاحبی پیدا کند.